# Miguel Espinós
Miguel Espinós Curto (* 12. Januar 1947 in Tivenys, Tarragona; † 16. März 2006 in Badalona) war ein spanischer Bahnradsportler.
1972 startete Miguel Espinós bei den Olympischen Spielen in München in der Einerverfolgung und belegte Rang 17. Von 1972 bis 1975 wurde er in dieser Disziplin viermal in Folge spanischer Meister. Bei den UCI-Bahn-Weltmeisterschaften 1974 in Montreal belegte er den dritten Platz bei den Amateur-Stehern. Bei der Bahn-Weltmeisterschaften im Jahr darauf in Rocourt bei Lüttich wurde er Vize-Weltmeister der Amateur-Steher.